# Liste der Kulturdenkmäler in Dachsenhausen
In der Liste der Kulturdenkmäler in Dachsenhausen sind alle Kulturdenkmäler der rheinland-pfälzischen Ortsgemeinde Dachsenhausen aufgeführt. Grundlage ist die Denkmalliste des Landes Rheinland-Pfalz (Stand: 8. Dezember 2023).

## Denkmalzonen
| Bezeichnung                    | Lage                                                        | Baujahr | Beschreibung | Bild                           |
| ------------------------------ | ----------------------------------------------------------- | ------- | --- | ------------------------------ |
| Denkmalzone Ortskern           | Im Rosberg 1, 3, Marktstraße 9 und evangelische Kirche Lage | 1835    | eindrucksvolle Gruppe aus drei kirchlichen oder öffentlichen Bauten: evangelische Kirche, flankiert von Schule/Rathaus und Pfarrhaus, allesamt aus unverputztem Basalt- oder Backsteinmauerwerk, 1835 bis 1892 | Fotos hochladen                |
| Denkmalzone Jüdischer Friedhof | südlich des Ortes; Flur Am Judenkirchhof Lage               | um 1915 | um 1915 angelegt; umgrenztes Areal mit etwa 30 Grabsteinen | weitere Bilder Fotos hochladen |

## Einzeldenkmäler
| Bezeichnung         | Lage               | Baujahr                  | Beschreibung                                                                                        | Bild                           |
| ------------------- | ------------------ | ------------------------ | --------------------------------------------------------------------------------------------------- | ------------------------------ |
| Wohnhaus            | Felsenweg 3/5 Lage | 18. Jahrhundert          | eingeschossiger Mansarddachbau, verputzt, Fachwerk wohl aus dem 18. Jahrhundert                     | BW                             |
| Wohnhaus            | Im Brühl 2 Lage    | 18. Jahrhundert          | Fachwerkhaus, teilweise massiv und verschiefert, 18. Jahrhundert, Kniestock aus dem 19. Jahrhundert | BW                             |
| Quereinhaus         | Im Brühl 9 Lage    | 17. oder 18. Jahrhundert | Fachwerk-Quereinhaus, verputzt, wohl aus dem 17. oder 18. Jahrhundert                               | BW                             |
| Evangelische Kirche | Im Rosberg Lage    | 1835                     | dreiachsiger spätklassizistischer Bruchsteinsaal, 1835, Ostturm von 1712–14                         | weitere Bilder Fotos hochladen |
| Rathaus             | Im Rosberg 1 Lage  | 1849                     | ehemals Schule mit Bürgermeisterbüro; Bruchsteinbau, 1849                                           | weitere Bilder Fotos hochladen |